# Аджлун
Аджлу́н (араб. عجلون‎) — город на северо-западе Иордании, административный центр одноимённой мухафазы.

## Географическое положение
Город находится в восточной части мухафазы, вблизи границы с Израилем, на расстоянии приблизительно 35 километров к северо-северо-западу (NNW) от столицы страны Аммана. Абсолютная высота — 749 метров над уровнем моря. Ближайший крупный гражданский аэропорт расположен в городе Амман.

## Демография
По данным переписи 2004 года численность население составляла 7 289 человек.
Динамика численности населения города по годам:
| 1994  | 2004  | 2013  |
| ----- | ----- | ----- |
| 6 624 | 7 289 | 9 020 |

Большинство населения исповедуют ислам, хотя проживает также значительное христианское меньшинство.

## Достопримечательности
- Замок Аджлун XII века